# John P. Meier
John P. Meier (anglès: John Paul Meier)  (Nova York, 8 d'agost de 1942 - South Bend, 18 d'octubre de 2022), fou un sacerdot catòlic i estudiós bíblic nord-americà. És l'autor de l'obra monumental A Marginal Jew: Rethinking the Historical Jesus (Un Jueu Marginal, Repensant el Jesús Històric) (1991-2016), en 5 volums. Fou autor de més de sis llibres i de més de 80 articles per a revistes i llibres.

## Vida i carrera
Meier va freqüentar el Seminari i Col·legi de Son José, en Yonkers, Nova York, on es va llicenciar el 1964. Va freqüentar, més tard, la Pontifícia Universitat Gregoriana, a Roma, on es va llicenciar en Teologia, el 1968, i l'Institut Bíblic de Roma, on es doctorà en Sagrades Escriptures, el 1976. Va ser professor del Nou Testament a la Universitat Catòlica d'Amèrica, a Washington, D. de C., i finalment fou professor de Teologia a la Universitat de Notre Dame, a South Bend, Indiana.

## Obra
Els principals interessos de recerca de Meier es relacionaven amb el Nou Testament, en particular la figura de Jesús històric i l'Evangeli segons Mateu. Meier també s'interessava pels temes del Judaisme en la Palestina del segle I d.C. i sobre la relació de l'Evangeli de Tomé amb els Evangelis sinòptics.

## Un Jueu Marginal, Repensant el Jesús Històric
La principal obra de Meier és Un Jueu Marginal, Repensant el Jesús Històric, publicada en 5 volums, de 1991 a 2016. La seva obra va ser referida elogiosament per Papa Benet XVI en el seu llibre sobre Jesús de Natzaret, publicat el 2007.

## Llibres
- Law and History in Matthew's Gospel (1976). Rome: Biblical Institute.
- The Vision of Matthew (1979). New York, NY: Paulist Press.
- Matthew (1980). Lex Orandi 3. Collegeville, MN: Liturgical Press.
- Access Guide to Matthew (1980). New York: Sadlier.
- Antioch and Rome: New Testament Cradles of Catholic Christianity (1983), com Raymond I. Brown. New York, NY: Paulist Press.
- The Mission of Christ and His Church (1990). Wilmington, DE: Glazier.
- A Marginal Jew: Rethinking the Historical Jesus: Volume 1: The Roots of the Problem and the Person (1991). Anchor Bible Reference Library Sèries. New York: Yale University Press.
- A Marginal Jew: Rethinking the Historical Jesus: Volume 2: Mentor, Message and Miracles (1994). Anchor Bible Reference Library Sèries. New York: Yale University Press.
- A Marginal Jew: Rethinking the Historical Jesus: Volume 3: Companions and Competitors (2003). Anchor Bible Reference Library Sèries. New York: Yale University Press.
- A Marginal Jew: Rethinking the Historical Jesus: Volume 4: Law and Love (2009). Anchor Bible Reference Library Sèries. New York: Yale University Press.
- Jésus et le divorce (2015). Paris: Els Editions du CERF.
- A Marginal Jew: Rethinking the Historical Jesus: Volume 5: Probing the Authenticity of the Parables (2016). Anchor Bible Reference Library Sèries. New York: Yale University Press.